# Jaroslav Malík
Jaroslav Malík (30. března 1908 – ???) byl český a československý politik Komunistické strany Československa a poúnorový poslanec Národního shromáždění ČSR.

## Biografie
V roce 1948 se uvádí jako poštovní úředník a tajemník krajského AV NF, bytem v Liberci.
Po volbách roku 1948 byl zvolen do Národního shromáždění za KSČ ve volebním kraji Liberec. Mandát nabyl až dodatečně v květnu 1954 jako náhradník poté, co rezignoval poslanec Václav Sova. V parlamentu zasedal jen krátce do konce funkčního období, tedy do voleb v roce 1954.